# Opuntioideae

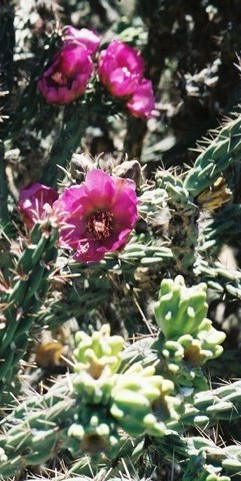
Cylindropuntia imbricata

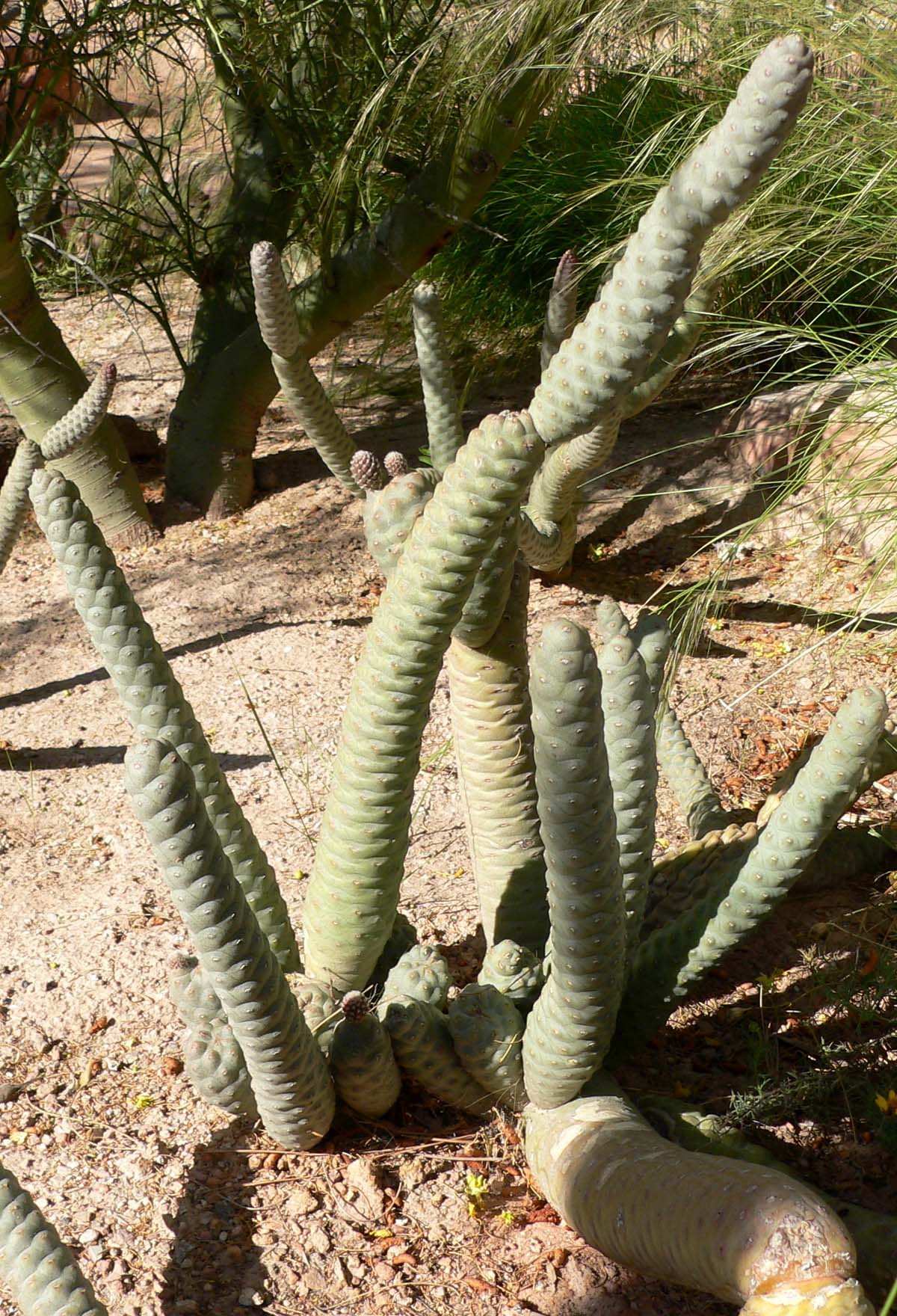
Tephrocactus articulatus var. inermis

Le Opuntioidee (Opuntioideae Burnett, 1835) sono una sottofamiglia delle Cactaceae che comprende circa 300 specie suddivise in 16 generi.
Si distinguono per la presenza di spine speciali, aciculari (glochidi), per i semi dotati di un grosso arillo legnoso e per i fusti divisi in segmenti, spesso appiattiti (cladodi).

## Descrizione
Le Opuntioidee sono piante dalle caratteristiche molto variabili a seconda dei generi e delle specie. L'aspetto può essere ad albero, con arbusti, o cespuglioso. Presentano un fusto segmentato in sezioni distinte o cladodi. Sono presenti foglie, glochidi e spine, a seconda dei generi. I fiori (diurni) sono solitari e crescono sulle zone perimetrali della piante. I frutti sono simili a bacche, indeiscenti, e alcuni si asciugano arrivati a maturazione.

## Distribuzione e habitat
Le piante appartenenti alla sottofamiglia delle Opuntioideae sono presenti in tutto il continente americano e si distribuiscono dal Canada a tutta l'America settentrionale, ai Caraibi, a tutta l'America centrale sino alle estremità più meridionali del sud America.

## Tassonomia
La sottofamiglia comprende 17 generi in tre tribù:
- Cylindropuntieae Doweld
  - Cylindropuntia (Engelm.) F.M.Knuth
  - Grusonia K.Schum.
  - Pereskiopsis Britton & Rose
  - Quiabentia Britton & Rose
- Opuntieae de Candolle
  - Airampoa Fric
  - Brasiliopuntia (K.Schum.) A.Berger
  - Consolea Lem.
  - Miqueliopuntia Fric ex F.Ritter
  - Opuntia Mill.
  - Salmonopuntia P.V.Heath
  - Tacinga Britton & Rose

- Tephrocacteae Doweld
  - Austrocylindropuntia Backeb.
  - Cumulopuntia F.Ritter
  - Maihueniopsis Speg.
  - Pterocactus K.Schum.
  - Punotia D.R.Hunt
  - Tephrocactus Lem.